# Služebnice Svatého Dítěte Ježíše
Služebnice Svatého Dítěte Ježíše (anglicky: Handmaids of the Holy Child Jesus) je ženská řeholní kongregace, jejíž zkratkou je H.H.C.J.

## Historie
Kongregace byla založena 19. června 1937 v Nigérii biskupem Jamesem Moynaghem.
Institut byl původně svěřen sestrám Společnosti Svatého Dítěte Ježíše. Dne 28. prosince 1959 byla kongregace osamostatněna.
Dne 20. února 1971 získala od Svatého stolce decretum laudis.

## Aktivita a šíření
Věnují se výchově mládeže, péči o nemocné a sociální práci.
Jsou přítomny v Africe (Kamerun, Ghana, Keňa, Nigérie, Sierra Leone, Togo), v Evropě (Itálie, Spojené království, Německo) a Americe (Kanada a USA); generální kurie se nachází v Ikot Ekpene.
K roku 2008 měla 859 sester ve 134 domech.